# Lepidochrysops synchrematiza
Lepidochrysops synchrematiza är en fjärilsart som beskrevs av George Thomas Bethune-Baker 1922. Lepidochrysops synchrematiza ingår i släktet Lepidochrysops och familjen juvelvingar. Inga underarter finns listade i Catalogue of Life.